# Sudan (Iran)
Sudan (perski: سودان) – wieś w południowym Iranie, w Chuzestanie. W 2006 roku miejscowość liczyła 292 mieszkańców w 43 rodzinach.